# Gheorghe Stratulat
Gheorghe Stratulat (n. 13 februarie 1976) este un fost fotbalist internațional moldovean, care a jucat pe postul de mijlocaș.
Între anii 1998–2001 el a jucat 16 meciuri la echipa națională de fotbal a Moldovei.